# Cram (gioco)

Una partita di Cram

Cram è un gioco imparziale a due giocatori. Anche come "plugg" o "dots-and-pairs", è stato reso popolare da Martin Gardner. La sua versione parziale è chiamata "Domineering" o "Crosscram".
Ogni giocatore può disporre un domino in orizzontale o in verticale su una griglia. Il gioco termina quando uno dei due giocatori non può più disporre un pezzo.